# Mur de soutènement

Les murs poids en maçonnerie, tel celui-ci à Rio de Janeiro, sont la plus ancienne technique de soutènement.

Le mur de soutènement ou ouvrage de soutènement est un mur vertical ou sub-vertical qui permet de créer un dénivelé entre des terres. La retenue des terres par un mur de soutènement répond à des besoins multiples : aménagement des terrains en pente pour des cultures en terrasses, préservation des routes et bâtiments en contrebas des terres, maintien des terres dans le cas de digues ou quais ou soutien provisoire ou permanent des fouilles et tranchées de chantier.

## Historique
Les premiers murs de soutènement ont été réalisés pour la fabrication de terrasses sur des terrains pierreux en pente pour un usage agricole, terrasses bordées de murs bas en pierres crues (pierres brutes mises sur assise sans mortier et en opus peu élaboré) récupérées par l'érosion des sols : ces murs sont édifiés pour combattre celle-ci (par exemple en Ardèche).
Puis on trouve la construction de terrasses recevant des édifices imposants. Ces murs furent dès l'antiquité des murs massifs constitués en maçonnerie soignée de blocs de pierre (dont l'exemple évocateur est celui des temples en gradins incas).
Dans sa version initiale de l'époque moderne le « mur poids » en béton qui succéda au milieu du XXe siècle à la maçonnerie par appareillage du génie militaire ou civil, se compose d'un voile (mur mince) et d'une semelle. (Cette semelle varie en largeur suivant plusieurs facteurs dont la surcharge sur la partie supérieure, le poids volumique et la qualité des sols de fondation, la pente de talus naturel du matériau retenu par le mur).
Depuis quelques décennies, les parois préfabriquées se sont largement substituées aux murs en béton coulé sur place et aux murs en maçonnerie appareillée, parce qu'elles sont meilleur marché, plus rapides et plus faciles à mettre en œuvre, et plus favorables à l'environnement.

## Principe de dimensionnement
La principale considération dans le dimensionnement des soutènements, quel que soit leur type, est la correcte estimation des efforts exercés sur le mur couramment appelée poussée des terres. Des charges d'exploitations, comme la présence de véhicules, peuvent également s'exercer en amont du mur.
Dans leur état naturel, les terres tendent à se conformer en un tas pyramidal conique à la façon d'un tas de sable présentant une pente de talus naturel.
L'interposition d'un écran de soutènement dans un massif de terre se substitue à la partie manquante à la base et reçoit une partie du poids des terres restantes en une composante biaise de poussée qui tend à faire basculer et en même temps glisser le mur de soutènement disposé. Pour combattre cette poussée des terres, le mur peut être constitué de différentes façons :
- Opposer un poids supérieur à la partie remplacée en contre-balancement de la poussée : tels sont les murs poids ;
- Être ancré  dans un corps mort fournissant une inertie  ou ancré plus loin dans le sol à proximité qui ne fait pas partie de l'ensemble susceptible de glissement ou a une meilleure composition afin que la poussée soit contenue, éviter le glissement et annuler le moment de basculement: ce sont les parois ancrées ;
- Résister au basculement par une semelle insérée sous les terres, semelle de surface de base en rapport avec la hauteur fournissant le moment de renversement : murs Cantilever (en L) ;
- Réduire la poussée par un épaulement des terres retenues entre deux contreforts : murs à redans.

Les murs de soutènement, quel que soit leur type, doivent être drainés, car la pression de l'eau retenue derrière un mur sans interstices d'évacuation augmente d'autant la poussée sur l'ouvrage et modifie la "consistance" du matériau en le fluidifiant ce qui apporte une transmission de poussée d'une partie plus importante, la friction (phénomène de s'agripper) en résistance au glissement ayant partiellement disparu, la pente naturelle du tas diminue.

## Différents types
Les ouvrages de soutènement sont classés en huit grandes familles, qui ont des morphologies, matériaux, dimensionnement, modes d'exécution et domaines d'application différents, :
- Le mur-poids, qui peut-être en pierres sèches, pierres jointoyées, en béton, en gabion ou en éléments empilés de béton préfabriqué,
- Le mur en béton armé sur semelle,
- Le rideau de palplanches métalliques,
- La paroi moulée ou préfabriquée,
- La paroi composite, dont les parois parisiennes ou berlinoises,
- Les voiles et poutres ancrés,
- La paroi clouée,
- Les ouvrages en remblai renforcés par des éléments métalliques ou géosynthétiques.

Il existe également des techniques mixant les différents procédés.

### Le mur-poids

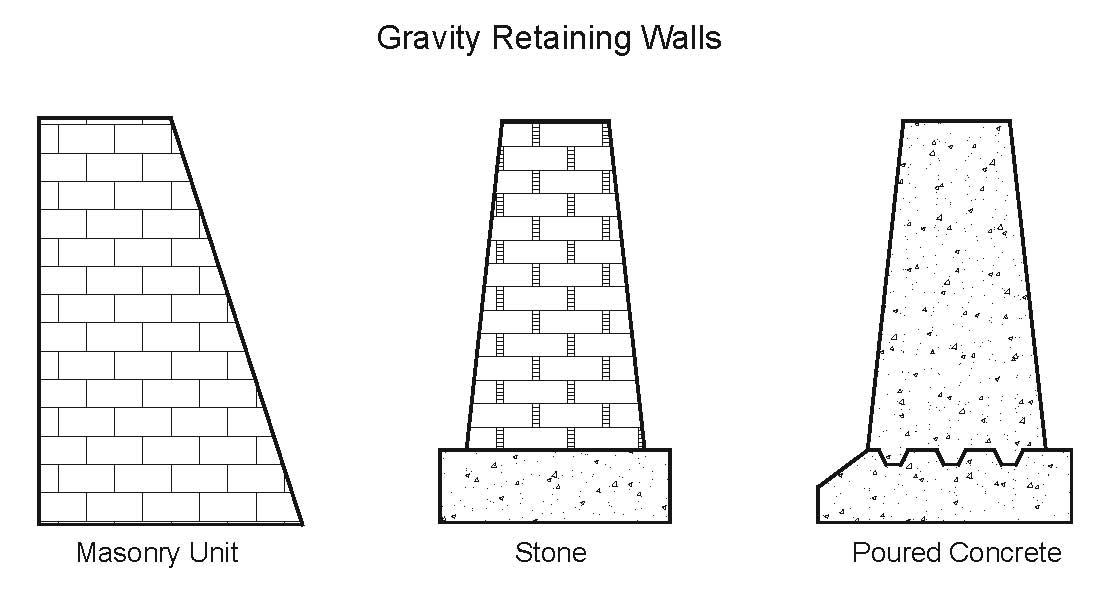
Type de murs poids de soutènement

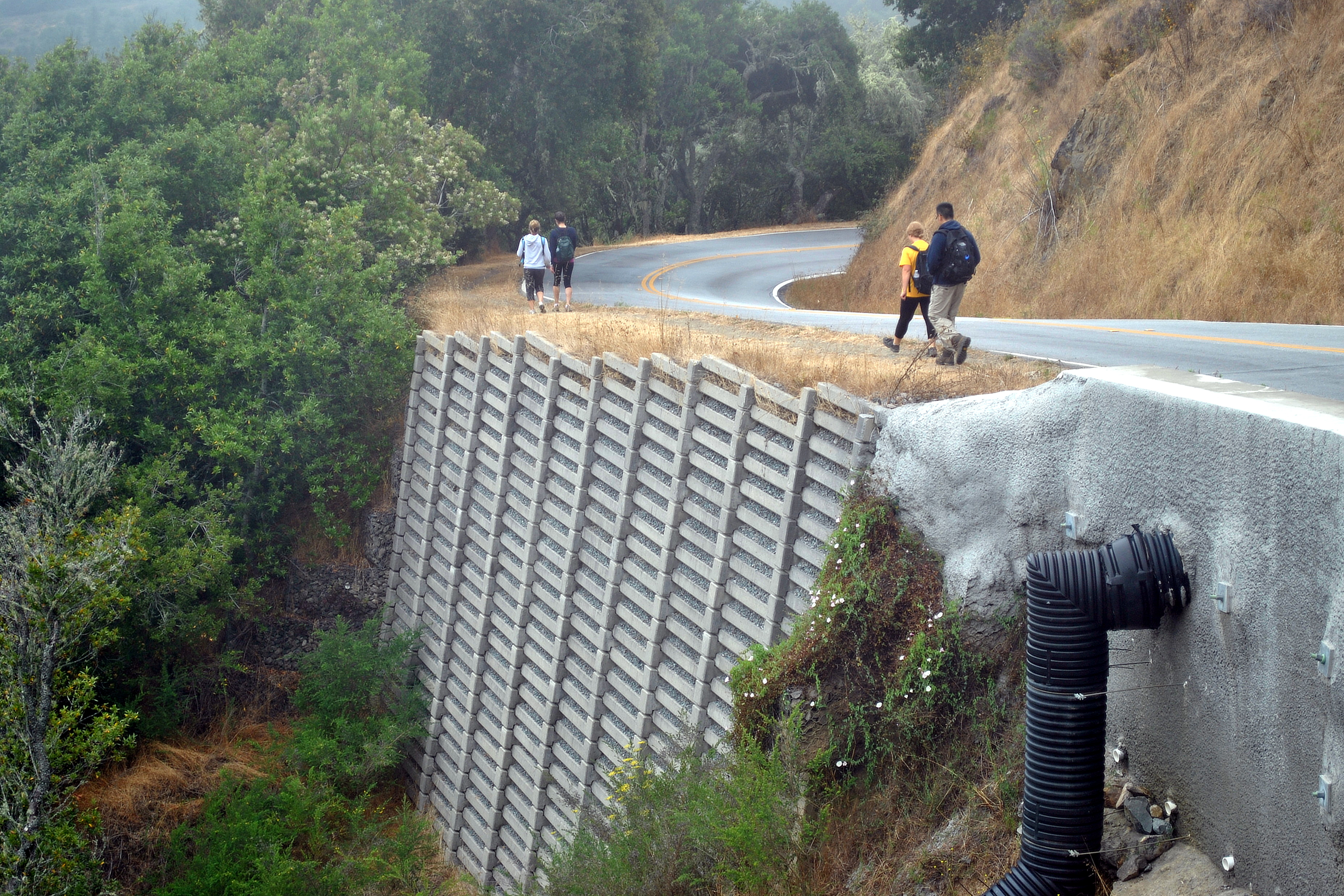
Exemple de mur de soutènement à claires-voies.

Le principe du mur-poids, aussi appelé mur gravitaire, est d'opposer le poids de la maçonnerie du soutènement à la poussée des terres. Celle-ci étant minimale au sommet du mur et croissante avec la profondeur, le mur-poids s'épaissit vers la base, en présentant un fruit (la partie inclinée est à l'extérieur du mur) ou un contre-fruit (la partie inclinée est côté terre).
Les murs de soutènement de type ouvrage poids sont connus depuis l'Antiquité. Ils sont constitués en pierres taillées, moellons ou en brique.

### Le mur en béton armé sur semelle

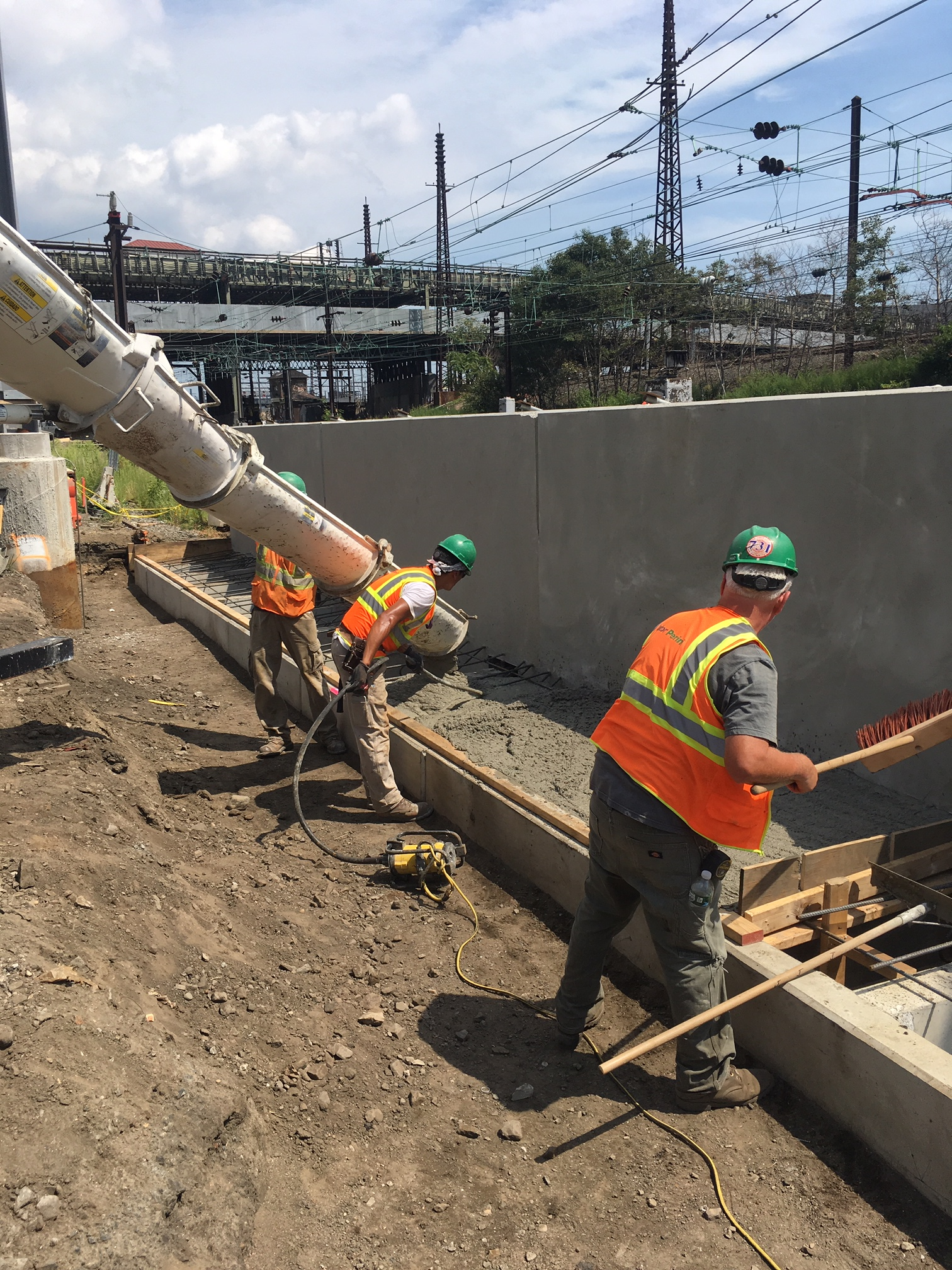
Coulage de la semelle d'un mur de soutènement en béton armé aux États-Unis.

Le mur de soutènement en béton armé, également appelé mur cantilever, est constitué d'un voile de béton armé encastré dans une semelle également en béton armé, formant généralement une structure en forme de T renversé ou de L. L'avant de la semelle, côté aval, est appelé patin et l'arrière, côté terre, est appelé talon. Le talon peut être pourvu d'une bêche pour éviter le glissement. Des variantes peuvent inclure des contreforts côté aval ou amont, l'usage de pieux ou des tirants d'ancrage. La structure peut soit être coulée en place, soit être préfabriquée, soit comprendre des éléments préfabriqués et coulés en place.
En ouvrage d'art, le mur de soutènement en béton armé sur semelle est l'une des techniques les plus employées. Il s'agit également d'une technique usitée pour les abords de bâtiments (protection de chemin d'accès au sous-sol enterré par exemple).

### Le rideau de palplanches métalliques

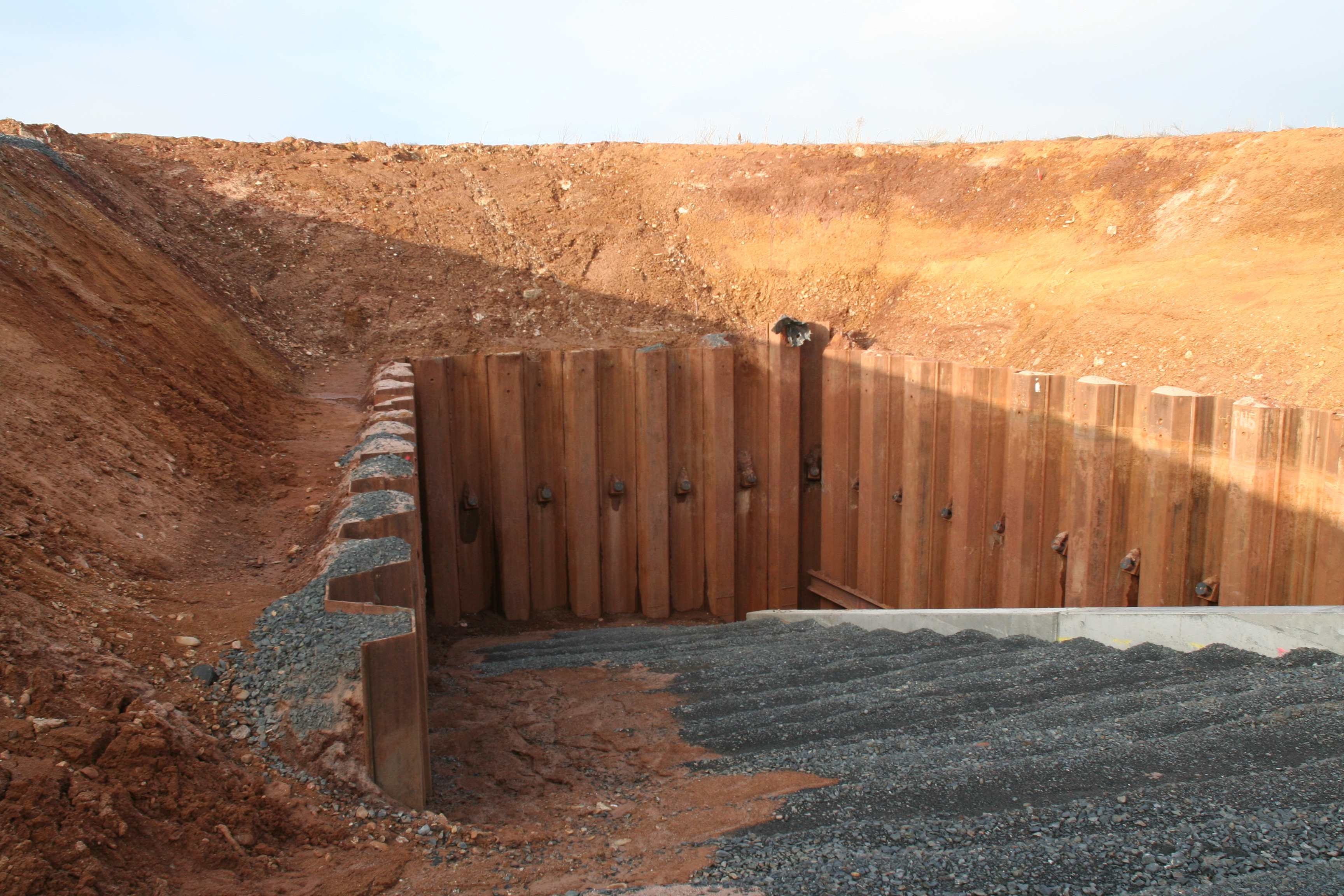
Un mur en palplanches métalliques.

Les palplanches sont des profilés métalliques mis en œuvre verticalement dans le sol par battage, vibrage ou vérinage. Ils forment alors un rideau métallique qui retiennent les terres. Dans la plupart des cas, le rideau est simplement fiché dans le sol : il est alors dit autostable ou encastré. Le rideau est dit ancré si des tirants d'ancrage complètent la stabilité,. Le rideau de palplanches est très utilisé en site aquatique (stabilisation des berges par exemple) ou en présence d'eau de manière générale (remontée de nappe phréatique). Il peut aussi être utilisé en blindage de fouilles.

### La paroi moulée ou préfabriquée
La paroi moulée est un mur en béton armé coulé dans le sol. La paroi est réalisée par excavation : une tranchée est creusée, au fur et à mesure de sa réalisation, on la remplit avec de la boue bentonitique, puis on installe les cages d'armatures, éventuellement un joint vertical aux extrémités de l'excavation, puis les colonnes de bétonnage. Le béton est coulé dans ces colonnes, et il se substitue à la boue bentonitique qui avait été mise en phase provisoire pour le maintien des parois, la boue est alors pompée depuis le haut de la tranchée.
La paroi préfabriquée utilise la même méthodologie, cependant ce sont des panneaux préfabriqués verticaux qui sont descendus dans les tranchées, plutôt que des armatures puis du béton. Les panneaux sont scellés par un coulis de ciment et généralement ancrées ou butonnées.
La paroi moulée est une technique très utilisée en bâtiment (paroi de sous-sol, parking enterré) et en génie civil (mur de quai, ouvrage de soutènement divers, blindage de fouilles). Elle est souvent choisie lorsque l'environnement est contraint (bâtiment avoisinant, nécessité de maintenir le fonctionnement d'une route ou d'un équipement, etc.).

### Les parois composites: la berlinoise et la parisienne

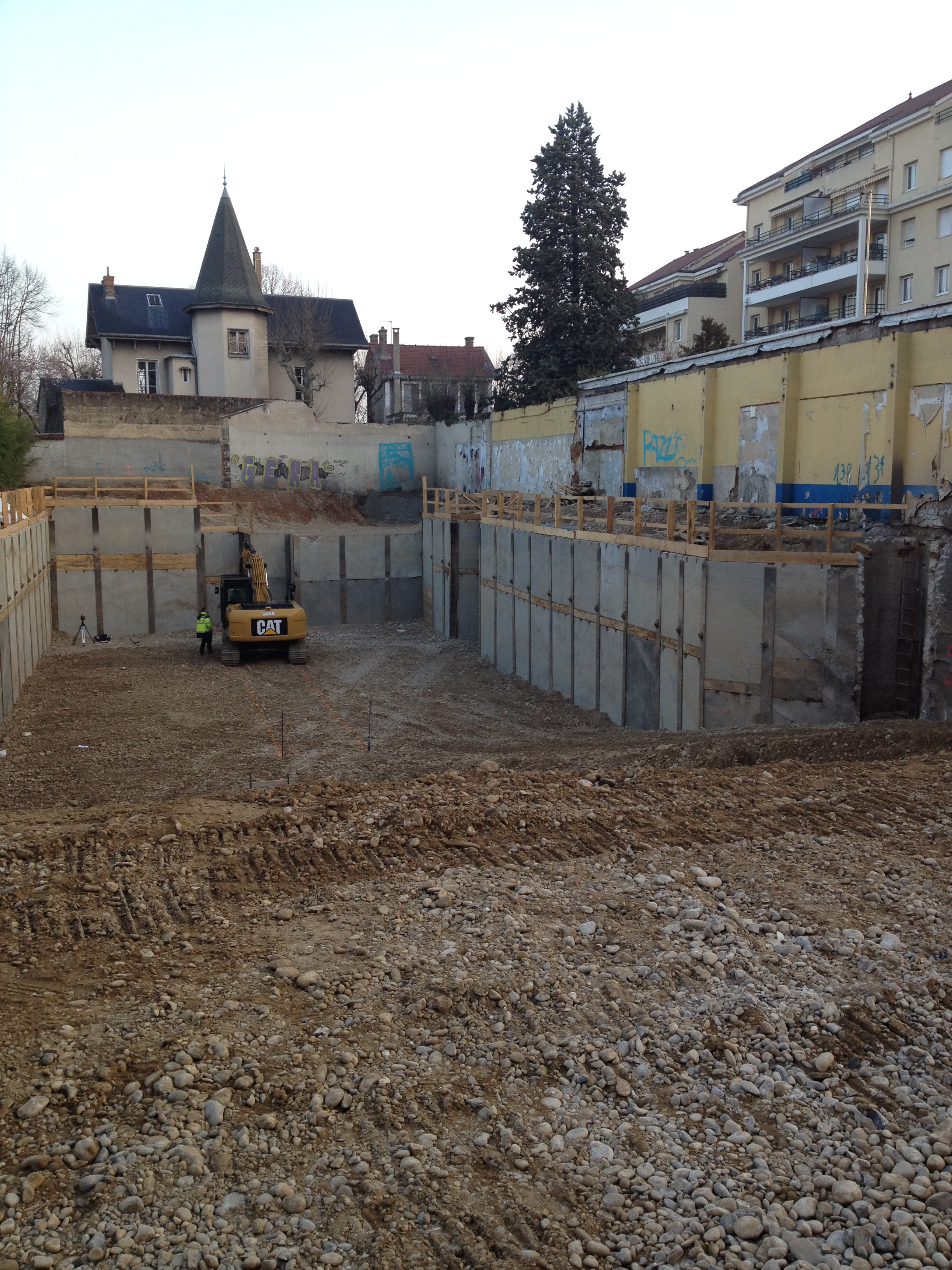
Paroi berlinoise entourant le volume en cours de terrassement d'un sous-sol.

Lors de la réalisation de travaux de terrassement, notamment en milieu urbain, il peut être impossible ou risqué — par manque de recul ou proximité des avoisinants — de réaliser les fouilles en talutant. La mise en œuvre d'une paroi composite peut être une solution. La paroi composite est constituée d'éléments principaux et d'éléments intermédiaires. Les éléments principaux sont réalisés avant l'excavation, en insérant des pieux ou des profilées métalliques sur toute la longueur de l'écran. Les éléments secondaires sont mis en place au fur et à mesure du terrassement entre les éléments principaux ; ils sont en général constitués de plaques en béton (banché, projeté ou préfabriqué), en bois ou métalliques.
La paroi berlinoise et la paroi parisienne, avec tous les ajustements et mélanges entre les deux méthodes possibles, font partie des parois composites. La paroi berlinoise consiste à descendre des profils métalliques en I ou en H, foncés ou battus, en périphérie de la zone à terrasser. Le terrassement est ensuite effectué par passes, avec mise en place à l'avancement entre les fers d'éléments de renfort, comme des bastaings ou des panneaux béton préfabriqués, destinés à retenir les terres derrière la berlinoise. Pour la « parisienne », le procédé et la destination sont similaires. Les éléments verticaux rigidifiant l'ensemble sont réalisés par des pieux forés ou tubés.
La berlinoise peut être utilisée comme mur de soutènement enterré provisoire pendant la réalisation de travaux. Elle peut être solidifiée par projection de béton et servir de soutènement définitif, ce dans le cas d'une paroi parisienne. En France, les parois berlinoises et parisiennes sont régulièrement employées en ouvrage d'art comme en bâtiment. En l'absence de nappes et selon la nature des sols, les parois composites peuvent s'avérer plus compétitives que la paroi moulée.

### Le voile ancré ou poutre ancrée

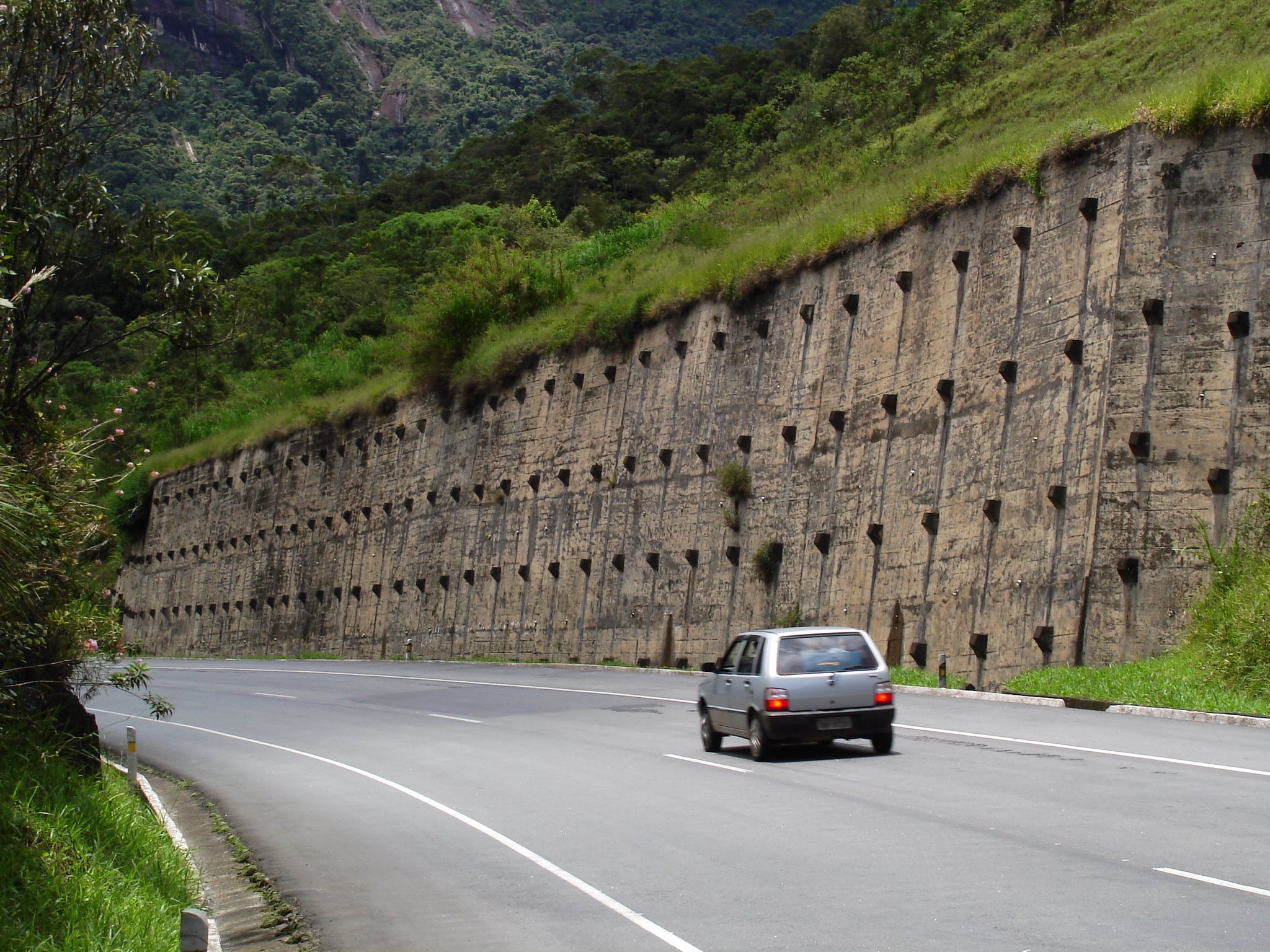
Paroi ancrée préfabriquée (Brésil). Les têtes de tirants doivent être protégées des chocs et de la corrosion.

Le voile ou la poutre ancré sont constitués d’un voile en béton armé, présentant un fruit parfois assez important, coulé au fur et à mesure de l'excavation. Sa stabilité est assurée par un ancrage par au moins deux lits de tirants d’ancrage précontraints. Les poutres ancrées sont des voiles ancrés épais avec un seul lit de tirants d'ancrage. Le drainage par des barbacanes et éventuellement des drains horizontaux est nécessaire pour gérer les eaux d'infiltrations ou les remontées de nappes. Cette technique est utilisée dans le domaine routier, notamment en terrain montagneux.

### La paroi clouée
La paroi clouée est réalisée en déblai. Elle consiste à renforcer le sol en place par des clous protégés par un parement. Les clous sont en général des armatures métalliques passives (ronds à béton scellés dans un forage, des cornières battues...). Le parement est souvent un voile en béton projeté sur une ou deux nappes de treillis soudé.

### Les ouvrages en remblai renforcés ou armés

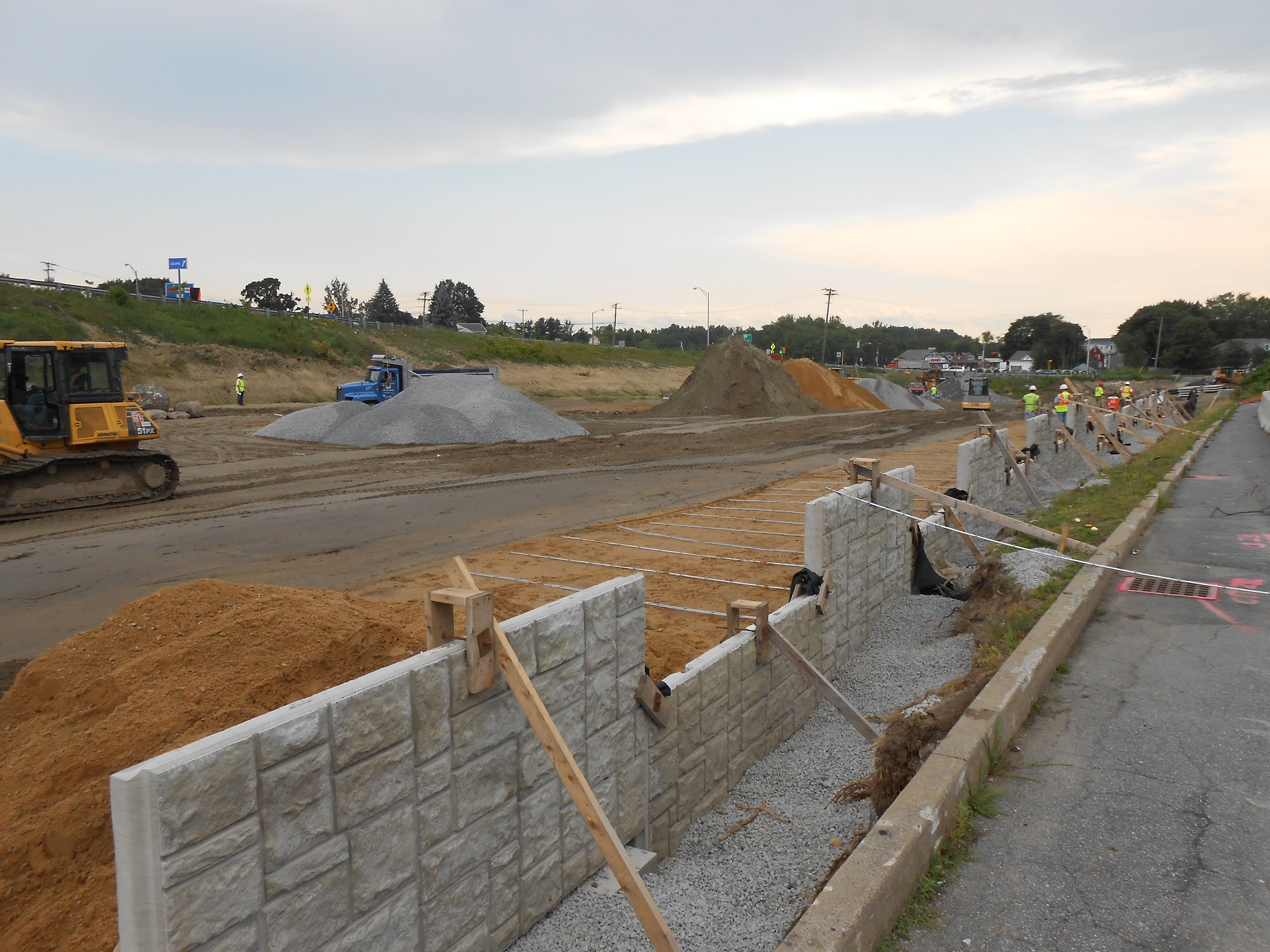
Un remblai renforcé sur un chantier routier aux États-Unis.

Il s'agit d'une méthode de soutènement qui consiste à utiliser le sol, et non un mur en béton pour assurer la stabilité d'un versant. Le technique consiste à renforcer le sol par l'ajout d'armatures en métal (bandes, panneaux de treillis soudé, nappes de treillis soudé, etc) ou en géosynthétique qui solliciteront un frottement entre elles et les cailloux du remblai. Le massif de remblai est mis en place par couches successives compactées. Les éléments de renforcement métalliques sont disposés régulièrement et reliés à un parement, faisant le lien entre les armatures et assurant l'esthétique du mur.

## Drainage des murs de soutènement
En règle générale on pourvoit le mur de barbacanes : espèces de créneaux carrés ménagés dans le bas et à travers le mur, pour faciliter l'écoulement des eaux. Si un mur présentant des problèmes d'humidité n'est pas muni de barbacanes, on peut essayer d'en aménager. Ces barbacanes peuvent se percer au trépan ou au ciseau de maçon. On les revêtait au XIXe siècle, de tubes en fonte, qu'il convenait de pousser le plus loin possible afin d'empêcher l'eau de venir encore mouiller le parement intérieur. Les tubes d'asséchement avaient 7 à 8 cm de diamètre extérieur et étaient percés sur tout leur pourtour de petits trous coniques plus petits en dehors qu'en dedans, afin d'empêcher, autant que possible, leur oblitération. Ils avaient 1,25 m de longueur, étaient légèrement coniques et munis d'un manchon qui permettait de les assembler aisément bout à bout. Un de ces tubes chassait l'autre dans les trous percés au trépan et qu'on prolongeait dans les terres d'une longueur de 4 à 8 mètres.

## Désordres des petits murs de soutènement
Sur les murs de soutènement d’une hauteur inférieure à trois mètres, qui sont le plus souvent utilisés pour les maisons individuelles et les descentes de garage, les principaux désordres apparaissent à cause de :
- l’absence de système de drainage ou, quand il existe, son absence d’entretien,
- d’une étude géotechnique inexistante ou inappliquée,
- les erreurs de dimensionnement des murs-poids,
- les erreurs d’exécution des murs en béton armé.

### Source
- Cet article est partiellement ou en totalité issu de l'article intitulé « Étanchéité à l'eau » (voir la liste des auteurs).
- Sétra, Les ouvrages de soutènement : conception générale, Montligeon, 1998, 154 p. (ISBN 2-11085851-6, lire en ligne)
- Agence Qualité Construction, « Murs de soutènement : bonnes pratiques de conception et d'exécution », sur qualiteconstruction.com, novembre 2022 (consulté le 19 mars 2024)